# Milton Humason
Milton La Salle Humason, född 19 augusti 1891, död 18 juni 1972, var en amerikansk astronom.
Milton Humason var ursprungligen vägarbetare vid Mount Wilson-observatoriet, blev efter studier på egen hand anställd där 1917. Humason, som blev en framstående expert inom stjärnspektrografin, ägnade sig framför allt åt bestämningen av totalspektra och radialhastigheter för de extragalaktiska nebulosorna. Genom dessa radialhastighetsbestämningar blev det möjligt att studera rödförskjutningens natur och detta fenomens tolkning som en allmän utvidgning av universum.